# Brezovička
Brezovička – wieś (obec) na Słowacji, w kraju preszowskim w powiecie Sabinov.

## Położenie
Wieś położona jest u północno-wschodnich podnóży Striebornej hory (949 m n.p.m.) w Górach Lewockich. Leży nad Sławkowskim Potokiem, ok. 1,5 km powyżej jego ujścia do Torysy, przy drodze z Brezovicy do Niżniego Sławkowa.

## Historia
Została założona w końcu XIII w., później należała do feudalnego "państwa" Torysa. Pierwsze wzmianki o miejscowości pochodzą z roku 1320.

## Demografia
Według danych z dnia 31 grudnia 2010 wieś zamieszkiwały 423 osoby, w tym 205 kobiet i 218 mężczyzn.
W 2001 roku względem narodowości i przynależności etnicznej 96,45% populacji stanowili Słowacy, 2,13% Romowie, a pozostałą część Czesi i  Polacy. 93,84% spośród mieszkańców wyznawało rzymskokatolicyzm, 0,47% grekokatolicyzm, 0,24% husytyzm. We wsi znajdowało się 116 domostw.